# Lista dos países do sul da Ásia por PIB (PPC)

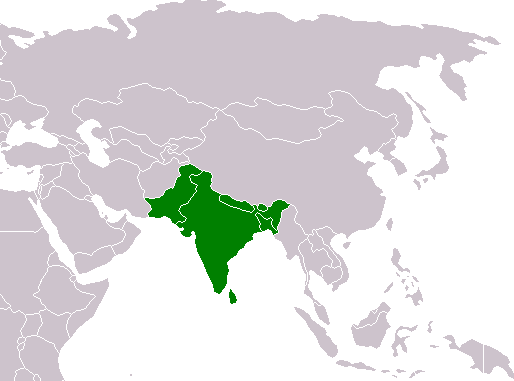
países do sul da Ásia

O Sul da Ásia também é conhecido como subcontinente indiano e compreende a placa tectônica da Índia. Tem como limite norte a China, limite oeste o Afeganistão e o Irã, a leste Myamar e ao sul o mar Arábico, mar das Laquedivas e o golfo de Bengala.
Esta é uma lista de países do sul da Ásia ordenado pelo tamanho de sua economia pelo Produto Interno Bruto em paridade de poder de compra (PPC) baseada nas páginas do World Economics Reaserch em 2025 e Fundo Monetário Internacional em 2025. A lista é ordenada pelo tamanho da economia de cada país em 2025.
A lista de População é baseada nas projeções da ONU para o ano de 2025 e foram obtidas na página da Worldometers.info.

## Lista de países do sul da Ásia
| Ranque | Países      | PIB em milhões de US (PPC) | PIB per capita em US (PPC) | População     | Área em km2 | Ano  | Ref.  |
| ------ | ----------- | -------------------------- | -------------------------- | ------------- | ----------- | ---- | ----- |
| 1      | Índia       | 21 883 000                 | 14 939                     | 1 464 870 000 | 3 278 981   | 2025 | [ 2 ] |
| 2      | Bangladesh  | 2 183 410                  | 12 428                     | 175 687 000   | 148 460     | 2025 | [ 2 ] |
| 3      | Paquistão   | 2 059 720                  | 8 070                      | 255 220 000   | 881 913     | 2025 | [ 2 ] |
| 4      | Sri Lanka   | 423 200                    | 18 218                     | 23 230 000    | 65 610      | 2025 | [ 2 ] |
| 5      | Nepal       | 254 720                    | 8 600                      | 29 618 000    | 147 516     | 2025 | [ 2 ] |
| 6      | Butão       | 20 550                     | 25 784                     | 797 000       | 38 394      | 2025 | [ 2 ] |
| 7      | Maldivas    | 19 069                     | 35 980                     | 530 000       | 300         | 2025 | [ 3 ] |
|        | Sul da Ásia | 26 843 669                 | 13 766                     | 1 949 952 000 | 4 561 174   |      |       |

### Ver Também
- Lista de países e territórios da América do Norte por PIB (PPC)
- Lista de países da América do Sul por PIB (PPC)
- Lista de países da América Central por PIB (PPC)
- Lista de países e territórios do Caribe por PIB (PPC)
- Lista de países e territórios da América Latina e Caribe por PIB (PPC)
- Lista de países da África por PIB (PPC)
- Lista de países e territórios da Oceania por PPC
- Lista de estados soberanos e territórios dependentes na Europa por PIB (PPC)
- Lista de países do Oriente Médio por PIB (PPC)

- Lista de países da Ásia Central por PIB (PPC)
- Lista dos países do extremo oriente por PIB (PPC)
- Lista dos países do Sudeste Asiático por PIB (PPC)
- Lista dos Países da Ásia por PIB (PPC)